# Putinismus

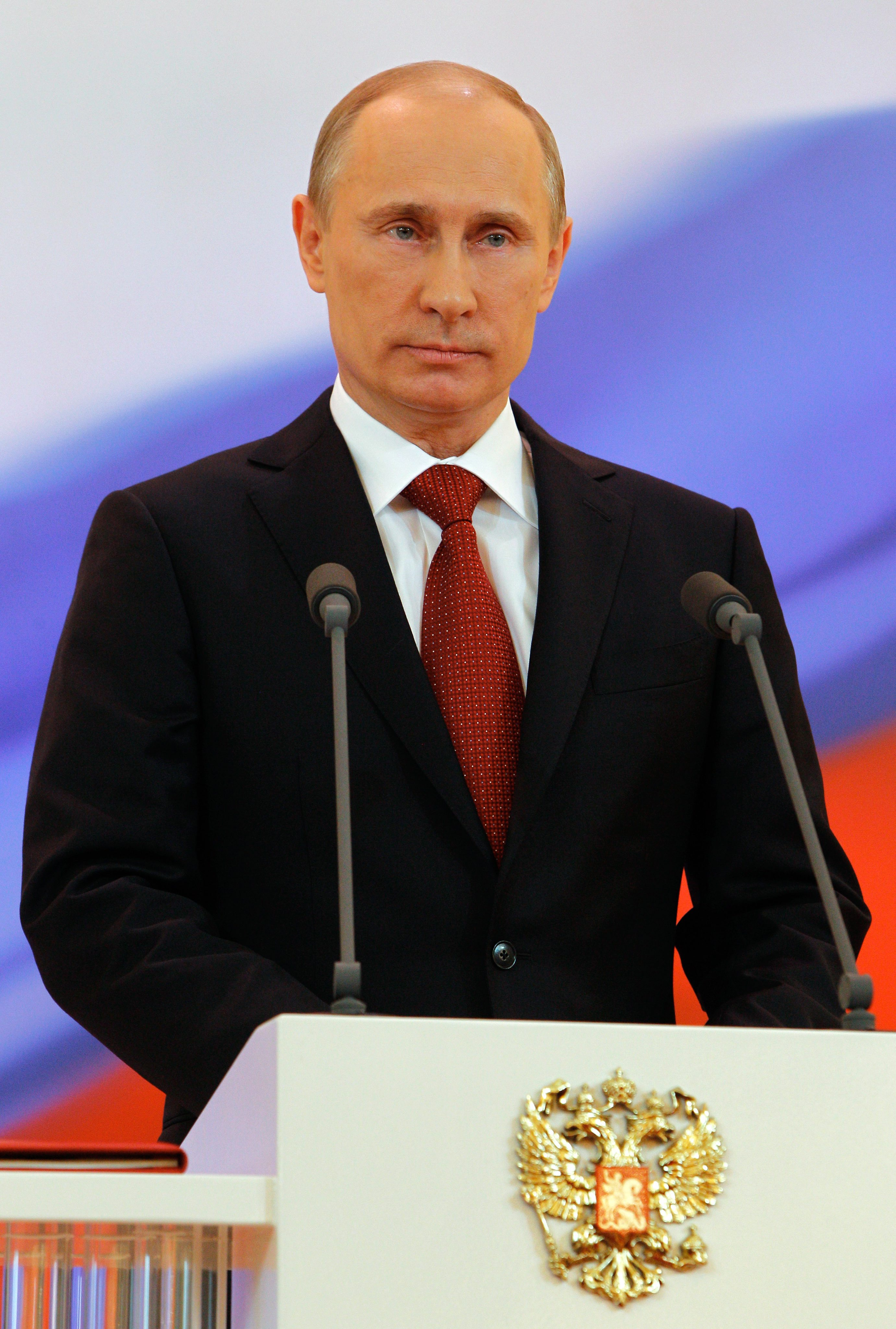
Třetí inaugurace V. Putina (2012)

Putinismus (rusky путинизм) je termín používaný některými politiky, politology a novináři pro politický směr a režim v Ruské federaci na počátku 21. století, spojený s politickou činností nebo vládou ruského prezidenta Vladimira Putina. V souvislosti se změnami kurzu vnitřní i zahraniční politiky Ruska v tomto období se užívá i spojení Putinovo Rusko nebo Putinův režim.

## Vývoj a prvky

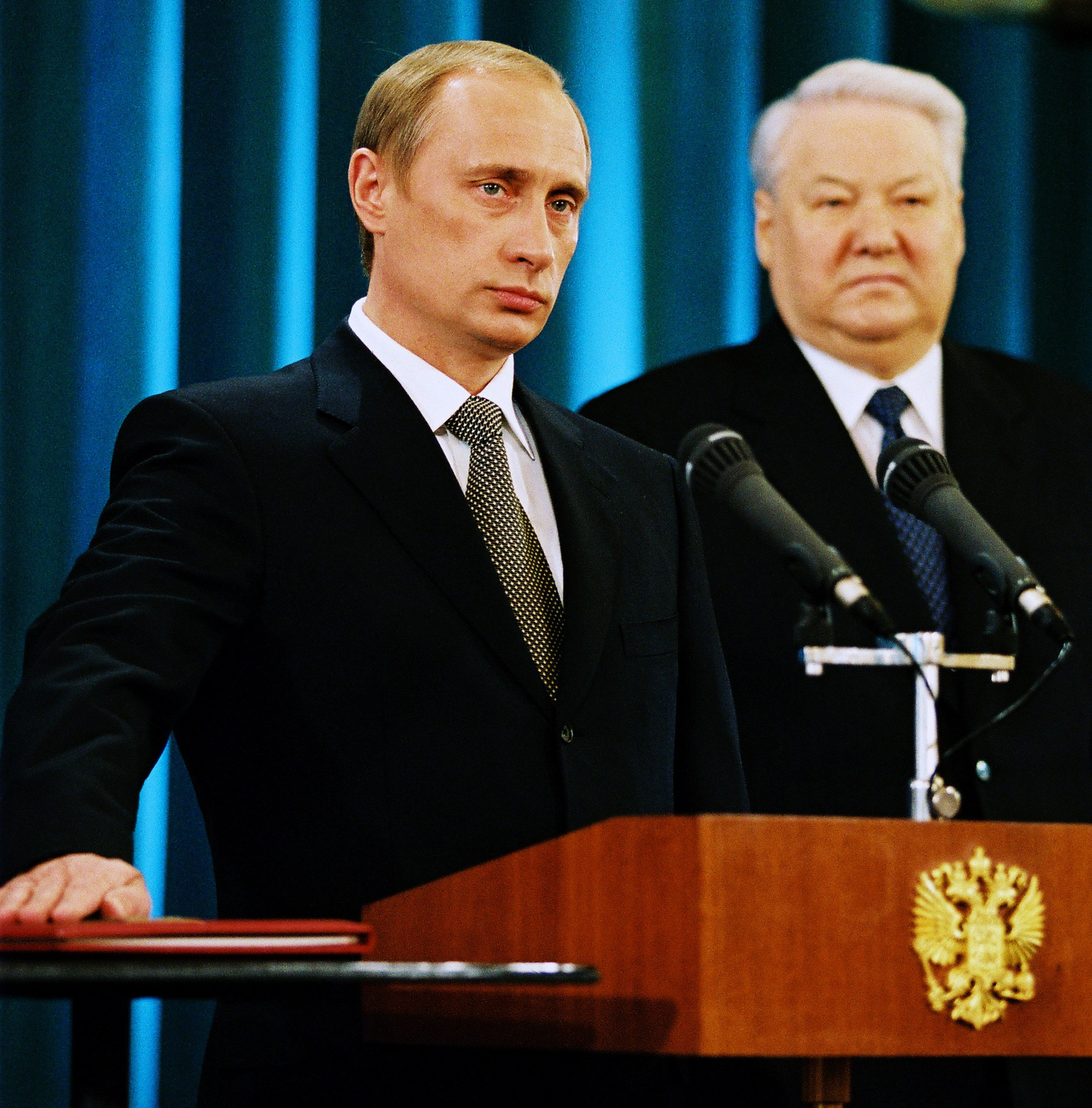
Inaugurace Vladimira Putina jako prezidenta Ruské federace, vedle Putina jeho předchůdce Boris Jelcin (2000)

Podle amerického žurnalisty Fareeda Zakarii jsou klíčovými prvky putinismu nacionalismus (podle amerického historika a novináře Waltera Laqueura dokonce „všudypřítomný pocit národa obklopeného nepřáteli“[ujasnit]), náboženství, sociální konzervatismus, státní kapitalismus a státní nadvláda nad médii.
Politolog Richard Sakwa rozlišuje čtyři fáze putinismu:
1. obnova politiky po období chaosu (od března 2000 do října 2003).
2. konsolidace režimu (od úderu proti Michailu Chodorkovskému v roce 2003 do roku 2008).
3. tandemová vláda (Vladimir Putin společně s prezidentem Dmitrijem Medveděvem), během níž došlo k posílení právního státu a liberálních aspektů (2008–2012).
4. rozvinutý putinismus; dle Sakwy v odklonu od liberalismu hrála nemalou roli obava z geopolitických ambicí Západu (intervence v Iráku a Libyi, démonizace syrského vládce Bašára al-Asada).

## Projevy putinismu

### Kontroverzní zákony a právní normy
Některé zákony, vyhlášky a zákonná ustanovení, které byly přijaty v době Putinovy vlády, jsou jak v Rusku samotném, tak v zahraničí předmětem kritiky. Jedná se mj. o následující zákonné akty.

#### Zákon o pomluvách
Ruský prezident Vladimir Putin podepsal v roce 2009 zákon o pomluvách, který kriminalizuje jisté druhy urážky na cti. Speciálně cílí na urážky mířené proti soudcům, státním zástupcům, porotcům nebo úředníkům činným v trestním řízení. Eventuální tresty se týkají i médií.

#### Zákon o zákazu adopcí do USA
V roce 2012 byl přijat kontroverzní zákon o protiamerických sankcích včetně zákazu adopcí ruských dětí Američany. Asi 110 000 lidí podle listu The Telegraph podepsalo v Rusku petici proti tomuto zákonu a 55 000 lidí peticí požádalo Bílý dům o vydání zákazu ruským poslancům vycestovat do USA. Podle Dětského fondu OSN (UNICEF) žije v Rusku bez rodičovské péče asi 740 000 dětí.

#### Zákon o tzv. „zahraničních agentech“
Dalším kontroverzním zákonem je zákon číslo 121-FZ, který závažným způsobem omezuje svobodné fungování ruské občanské společnosti. Nová legislativní norma rozšiřuje výrazné kontrolní pravomoci, kterými státní úřady disponují ve vztahu k nevládním neziskovým organizacím (NNO), které využívají zahraničních zdrojů financování, a vůči pobočkám nebo styčným kancelářím zahraničních organizací působícím v Rusku. Zákon mimo jiné vyžaduje, aby se tyto NNO, pokud zároveň vyvíjejí „politickou“ činnost, registrovaly coby tzv. „zahraniční agenti“.

#### Zákon o zákazu protestů
Putin podepsal v roce 2013 kontroverzní zákon zakazující opakovaně pořádat v období šesti měsíců mítinky, shromáždění, pochody, demonstrace a stávky. V roce 2014 Vladimir Putin podepsal zákon umožňující trestat účastníky nepovolených demonstrací. Porušení se trestá pokutou, vězením nebo nucenými pracemi.
„Uvěznění opozičního aktivisty za porušení nově přijatého zákona o veřejném shromáždění je šokujícím a cynickým útokem na svobodu projevu,“ uvedla Amnesty International. Ildar Dadin byl totiž moskevským soudem odsouzen na tři roky vězení za opakovanou účast na protivládních pouličních protestech. Je první osobou, která je uvězněna na základě zmíněného zákona.

#### Zákony o urážce náboženství a propagaci homosexuality
Zákonem ze dne 30. června 2013 se trestají urážky náboženských organizací a citů věřících. Nově budou moci být tyto činy potrestány až ročním vězením, nucenými pracemi nebo pokutou do 300 000 rublů. V případě, že k urážce víry dochází v kostelech, zvyšuje se sazba až na tři roky vězení.
Podle Amnesty International obsahuje tento zákon také normy, kterými jsou „flagrantně porušována práva LGBTI lidí“. Zákon zakazuje propagaci homosexuality mezi mladistvými. Rusko se tak údajně zařadilo mezi země jako jsou např. Saúdská Arábie, Pákistán, Gambie, Bělorusko a Uganda.

#### Zákon o kontrole internetu
Podpisem prezidenta Putina vstoupil v roce 2013 v platnost kontroverzní zákon, který umožňuje úřadům, aniž by disponovaly soudním nařízením, blokovat weby, které podle jejich uvážení svým obsahem podněcují k masovým nepokojům a extremismu. Od té doby ruské úřady zakázaly tři opoziční weby: EJ.ru, Kasparov.ru a Grani.ru.

#### Zákon proti separatistickým tendencím
V roce 2013 byl přijat také zákon, který trestá projevy separatismu v Ruské federaci peněžními pokutami nebo až tříletým vězením.

#### Zákon o nežádoucích organizacích
23. května 2015 byl schválen zákon dávající prokurátorům pravomoc mimosoudně prohlásit zahraniční a mezinárodní organizace, které „považují za hrozbu ústavnímu pořádku Ruské federace, obranyschopnosti země nebo její bezpečnosti“ za v zemi nežádoucí, a zrušit je.

#### Ustanovení ústavy o rozsudcích mezinárodních soudů
Prezident Putin podepsal v roce 2015 novelu zákona o Ústavním soudu, která umožňuje Rusku neplnit rozsudky Evropského soudu pro lidská práva a dalších mezinárodních soudů, pokud Ústavní soud shledá, že odporují ruské ústavě. Rusko podepsalo Úmluvu o ochraně lidských práv a základních svobod v roce 1996. Její ratifikací Moskva uznala jurisdikci štrasburského soudu a zavázala se plnit jeho rozhodnutí. Podle opozičního poslance Dmitrije Gudkova předloha umožní libovůli při uznávání verdiktů mezinárodních soudů, a tak omezí práva ruských občanů, kteří patří k nejčastějším stěžovatelům ve Štrasburku.

#### Zákon o Národní gardě
V květnu 2016 v Státní dumě prošel zákon o pravomocích Národní gardy. S tímto zákonem by k pravomocím gardistů mělo patřit zadržování demonstrantů, perlustrace, ale také vstup do soukromých příbytků a v „nezbytných případech“ i užití síly. Zákon by měl vstoupit v platnost 1. ledna 2017 a podle opozice umožňuje střelbu do demonstrantů. Někteří západní kritici došli k závěru, že Putin si de facto vytvořil soukromou armádu, která má větší počet vojáků než armády některých evropských států.

### Kult osobnosti

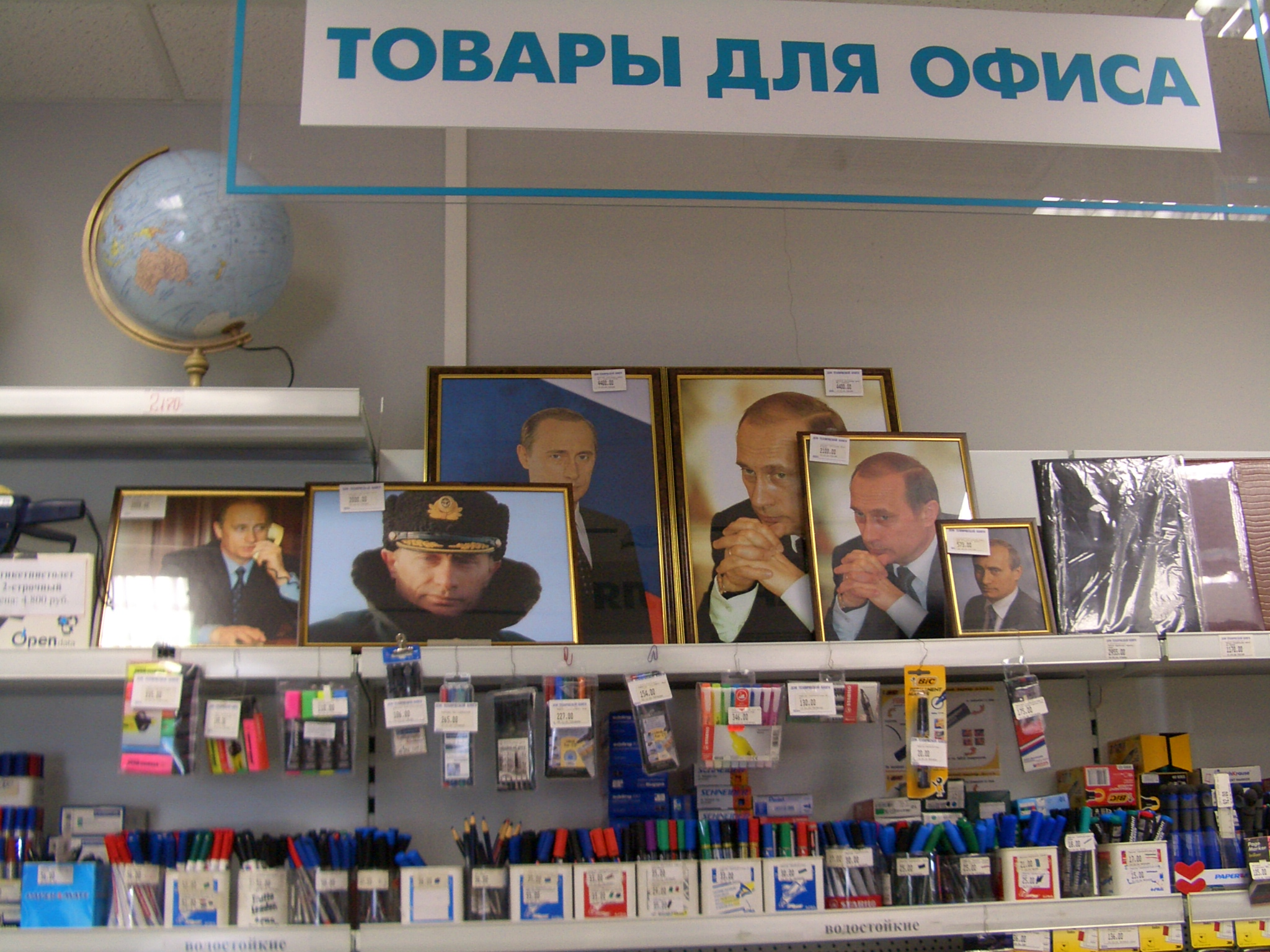
Komerčně prodávané zarámované fotografie Vladimira Putina (2006)

Po převzetí moci Putinem došlo v Rusku k největším projevům kultu osobnosti od dob stalinismu. K vytváření specifické osobní image, resp. budování Putinova kultu dochází i podle názorů českých publicistů Libora Dvořáka a Jefima Fištejna.
V roce 2015 byla poblíž Petrohradu odhalena Putinova busta, kterou nechali vyrobit petrohradští kozáci.

### Cenzura internetu
Začátkem roku 2014 ruské úřady na pokyn generální prokuratury znemožnily bez soudního příkazu (pouze na základě příslušné legislativy) přístup na několik internetových stránek, kritizujících režim prezidenta Putina; všechny stránky provozoval známý Putinův kritik Garri Kasparov.

### Postoj k stalinské éře
Ruská ústřední volební komise v srpnu 2016 povolila ve volební kampani před parlamentními volbami používat portrét J. V. Stalina.
V létě 2018 Vladimir Putin nechal svým dekretem obnovit v armádě funkci politických zástupců velitelů a politické školení z dob studené války zrušené s rozpadem Sovětského svazu v srpnu 1991 Michailem Gorbačovem. Na politickou propagandu začala dohlížet tzv. hlavní politická správa, která má podle Putinova dekretu za úkol „organizovat vojensko-politickou činnost v ozbrojených silách“, „morálně psychologicky zajistit armádu“ a „zajistit ideologickou pevnost potřebnou k zajištění vlasteneckého vztahu k obraně státu“.

### Zahraniční politika
V květnu 2014 vznikl Eurasijský ekonomický svaz, který sdružuje některé z bývalých sovětských republik; toto ekonomické uskupení bývá pokládáno[kým?] za výsledek Putinovy iniciativy, jenž se tak snaží zvýšit, resp. udržet vliv Ruska v postsovětské oblasti. Ještě před vznikem svazu (v dubnu 2005) označil Putin rozpad Sovětského svazu za jednu z největších geopolitických tragédií 20. století, vytvoření svazu naopak označil za „epochální událost“.

## Ohlasy
Prezident Putin je často kritizován svými odpůrci v Rusku i mimo ně. Proti Putinovi nebo politice Ruska pod jeho vedením vznikají mnohé kampaně.

### Ruské vnímání

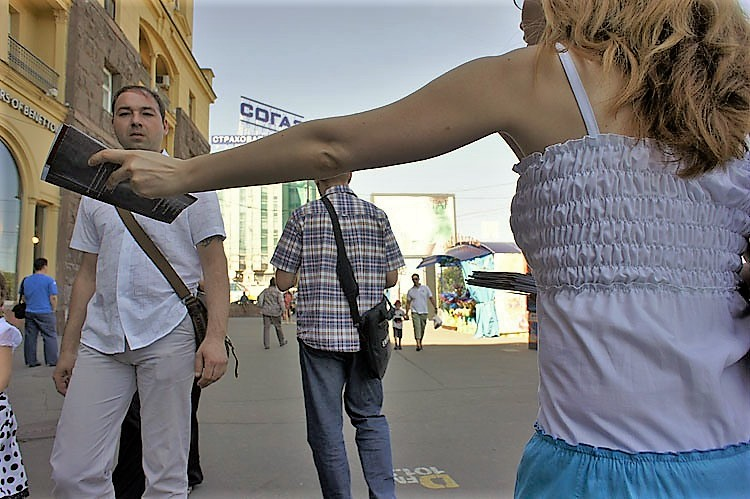
Pouliční rozdávání zprávy s názvem „Путин. Коррупция.“ (2011)

V ruštině termín použil například novinář a Putinův kritik Andrej Piontkovskij, jenž v roce 2000 napsal, že putinismus je „nejvyšší a poslední etapa gangsterského kapitalismu v Rusku“.
V březnu 2016 publikovala redaktorka novin Narodnyj žurnalist a poslankyně kurské oblastní dumy Olga Liová prohlášení, ve kterém obvinila Vladimira Putina ze zločinného spiknutí proti vlastnímu národu a z propagandy násilí prostřednictvím ruských federálních televizních společností. Dále vyslovila názor, že Putinova vnitřní i vnější politika přivedla ke krachu finanční systém Ruska, způsobila konec Ruska jako právního státu a pronesla domněnku, že Putinova popularita v Kurské oblasti ve skutečnosti nepřevyšuje 25 %.

### Vnímání v ČR
Podle české novinářky Petry Procházkové tento režim tvrdé ruky podporuje „fízlování, cenzuru a zlovůli úřadů“.
Dle průzkumu CVVM z června 2022 vyjádřil důvěru ruskému prezidentovi každý desátý Čech, zatímco 84 % odpovědělo „spíše nedůvěřuji“. Zbylých 6 % buď nebylo rozhodnutých, nebo respondent Putina neznal. Od posledního průzkumu z konce roku 2021, tedy před počátkem války na Ukrajině, se jedná o pětiprocentní pokles důvěry.

### Zahraniční vnímání
Během rusko-ukrajinské války vznikly v zahraničí spontánní nebo organizované iniciativy a hesla kritizující Putinovu politiku a ideologii putinismu, například Putin chujlo!, Jez jablka, naštveš Putina! nebo Nekupuj ruské!. V reakci na ruskou invazi na Ukrajinu v roce 2022 se na Ukrajině zformovaly Legie „Svoboda Ruska“ a Ruský dobrovolnický sbor tvořené bývalými ruskými vojáky, emigranty a dobrovolníky.

## Putinova kritika

### Podezření z korupce a opulentní životní styl

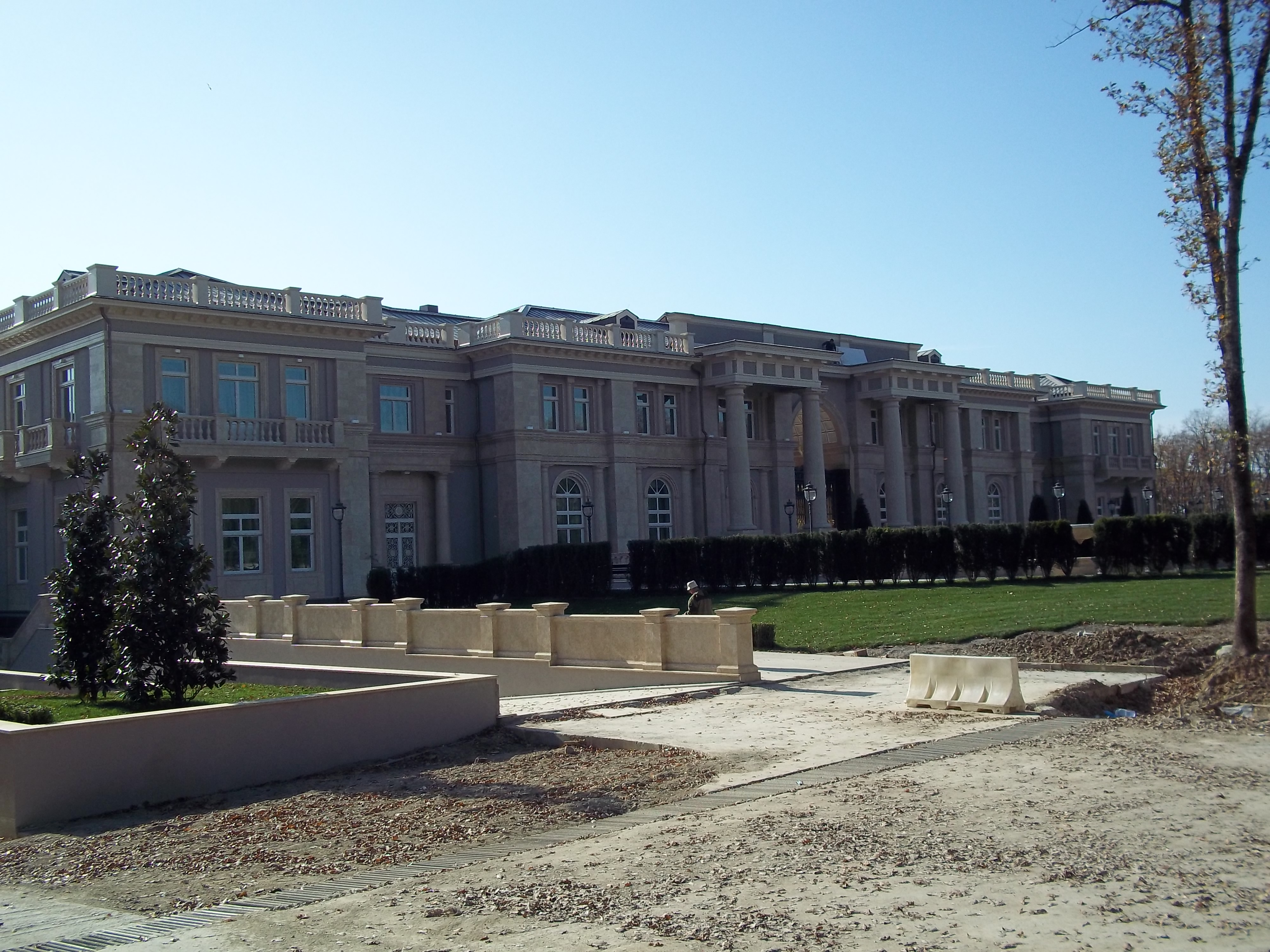
Údajný Putinův palác nedaleko Soči, exteriér. Putin vlastnictví nemovitosti odmítl.

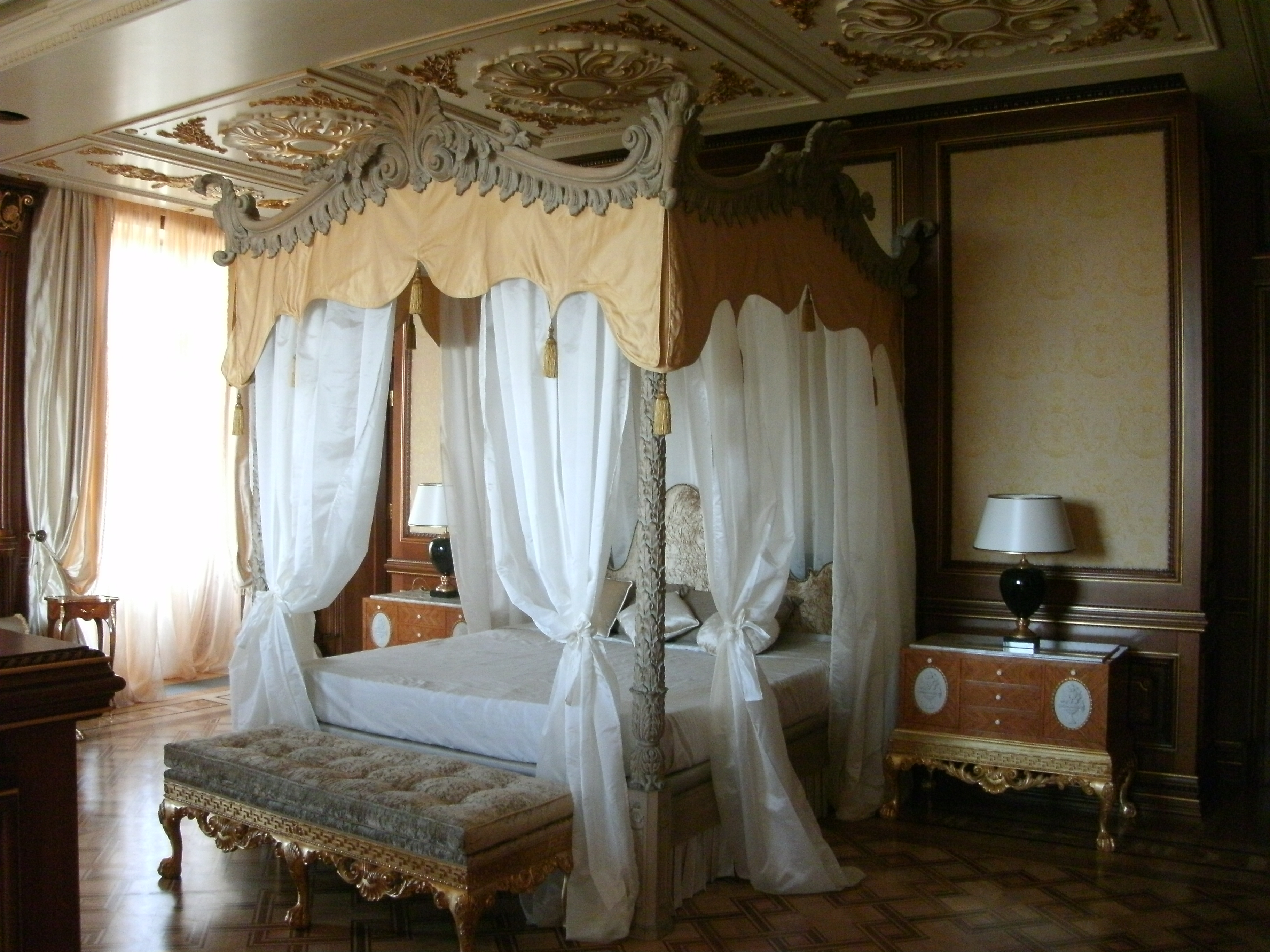
Údajný Putinův palác nedaleko Soči, interiér

Odpůrci Vladimira Putina zveřejnili zprávu, podle které životní styl šéfa Kremlu předčí i ropné šejky: k dispozici má údajně 20 luxusních nemovitostí, 15 helikoptér a několik „opulentních“ jachet. „Je to víc, než si mohou dovolit oligarchové či ropní šejkové,“ popsal Putinův životní styl jeden z hlavních autorů textu Boris Němcov z opozičního hnutí Solidarita. Podle britského listu The Guardian disponuje Putin „tajným majetkem“ přes čtyřicet miliard dolarů. Deník se odvolává na politologa Stanislava Belkovského, podle něhož by takové jmění dělalo z šéfa Kremlu jednoho z nejbohatších mužů Evropy. Ruská oficiální místa tyto údaje odmítla komentovat. Televizní stanice BBC se v jedné své reportáži odvolávala na údajnou tajnou zprávu CIA z roku 2007, ve které byl vyčíslen majetek ruského prezidenta částkou přibližně 37 miliard euro. V roce 2010 pronesl španělský prokurátor José Grinda Gonzáles před zástupci americké ambasády v Madridu: „Z Ruska, Běloruska a Čečenska se staly mafiánské státy“. Přepis rozhovoru přinesl server WikiLeaks. Na stránkách ruské verze WikiLeaks nazvané RuLeaks byly zveřejněny snímky Putinova sídla, které se nachází u Černého moře. Lidé, kteří o tajné stavbě promluvili, museli utéct do zahraničí. V kauze Panama Papers se jméno Vladimira Putina v dokumentech nikde neobjevilo, ale podle britského deníku The Guardian vede údajná padesátimiliardová offshorová stopa k Putinovi. Klíčovou roli v záležitosti hrál Putinův přítel a kmotr jeho starší dcery Sergej Roldugin.
Přehled skrytých penězovodů kolem Vladimira Putina zmapovalo mezinárodní sdružení investigativních novinářů (OCCRP). Díky podivným utajeným zakázkám a přesunům peněz a akcií raketově bohatnou jeho děti, příbuzní i řada blízkých podnikatelů. V roce 2000, kdy Vladimir Putin nastoupil do funkce prezidenta, přitom tito jeho blízcí přátelé neměli podle dostupných informací žádný větší majetek a nefigurovali v jakýchkoli podnikatelských žebříčcích.

### Kritika Druhé čečenské války

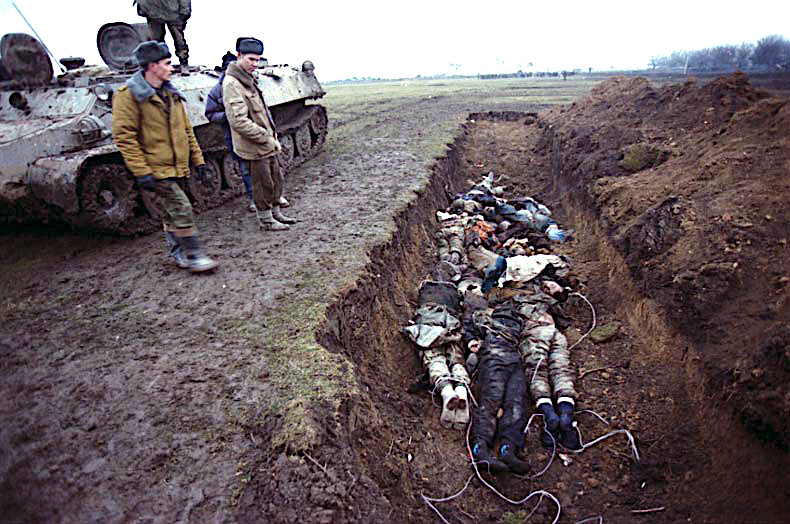
Masový hrob v Čečensku

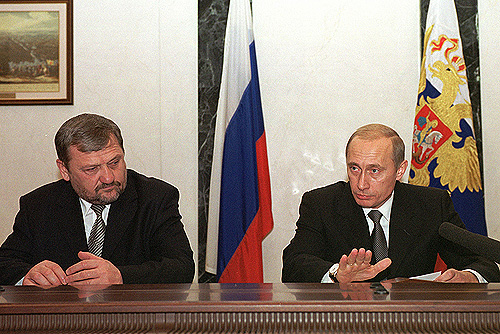
Putin a Achmat Kadyrov, bývalý čečenský polní velitel, který od roku 2000 vládl v proruské Čečenské republice

Podle Tomáše Šmída, politologa fakulty sociálních studií Masarykovy univerzity, nese za způsob vedení této války politickou zodpovědnost Vladimir Putin.
Vladimir Putin byl ostře kritizován Západem za válku v Čečensku. Putin avizoval „krátkodobost“ konfliktu, to se opět stalo utopickou vizí. V této situaci kritika Moskvy ze strany Západu značně sílila. Parlamentní shromáždění Rady Evropy ve svém doporučení č. 1444 „O konfliktu v Čečensku“ vyzvalo Rusko k neprodlenému zastavení vojenských akcí, zahájení politického jednání a k volnému vstupu masmédií. Moskva odpověděla 28. března 2000 memorandem „O situaci v Čečenské republice“, v němž silovou akci označila za „vnitřní záležitost“ Ruska, ačkoli vyjádřila připravenost ke spolupráci s RE, OSN a dalšími světovými organizacemi. Dubnová rezoluce Parlamentního shromáždění RE pak již v odvetu za akce v Čečensku požadovala pozastavení členství Ruska v RE.
Bývalý ruský politik Said-Emin Ibragimov podal u Mezinárodního trestního soudu v Haagu žalobu na Vladimira Putina za zločiny proti lidskosti během druhé rusko-čečenské války.
Nejdůležitějším tématem Anny Politkovské se stal severní Kavkaz. Politkovská proslula svým kritickým přístupem k vládě Vladimira Putina. Jejím terčem byl především prezident Putin, jako osoba nesoucí svrchovanou odpovědnost za činy státních orgánů a jako nejvyšší vojenský velitel.
| „                                                                                 | Utopíme je v hajzlu. | “ |
| — Na adresu čečenské vlády prohlásil Vladimir Putin, vojsko.cz, 7. července. 2011 |                      |   |

### Smrt oponentů
Bývalý důstojník tajných služeb KGB a FSB Alexandr Litviněnko, který přeběhl k britské MI6, krátce před svou smrtí obvinil Putina, že nařídil jeho vraždu. Vyšetřující britský soudce Robert Owen mu de facto dal v roce 2016 za pravdu. „Se znalostí všech důkazních prvků a analýzy, které jsem měl k dispozici, jsem dospěl k závěru, že operaci FSB pravděpodobně schválil Patrušev a také prezident Putin,“ uvedl Owen. Za jednoho z hlavních podezřelých z Litviněnkovy smrti byl Owenem označen Andrej Lugovoj, který Owenovo obvinění odmítl jako „absurdní“. Litviněnko vyjádřil názor, že Vladimir Putin stál za vraždou novinářky Anny Politkovské, která zemřela na den Putinových 54. narozenin. Tajná služba FSB zosnovala podle Litviněnka teroristické útoky na obytné domy v Moskvě a Volgodoňsku v roce 1999, které měly podle něj za cíl ospravedlnit vojenskou akci proti Čečensku.

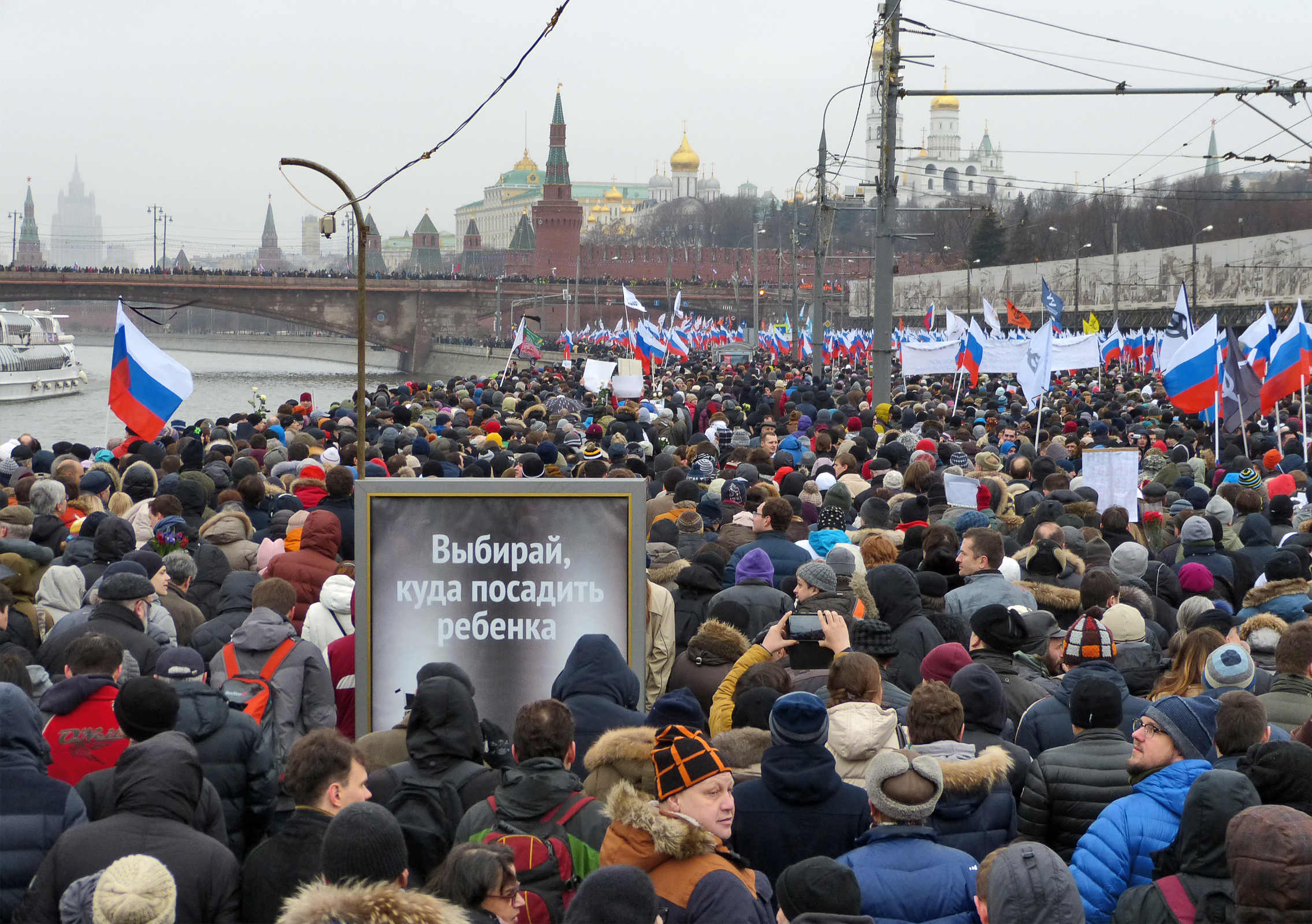
Smuteční pochod za Borise Němcova v Moskvě 1. března 2015

Podle Českého rozhlasu bylo za čtrnáct let vlády Vladimira Putina zavražděno šest opozičních novinářů, mezi nimi Natalja Estěmirovová, Pavel Klebnikov a Anna Politkovská.
Boris Němcov, později zavražděný opoziční politik a bývalý vicepremiér v době prezidentství Borise Jelcina, prohlásil, že „Rusko se změnilo ve fašistický režim“ a obvinil Vladimira Putina, že cílem jeho politiky je udělat z Ruska „čínského vazala“, což je podle Němcova „zradou Ruska“.

### Kampaně proti Putinovi
V březnu 2010 vznikla kampaň Putin musí odejít, která však vyzněla do prázdna.

### Prezidentské volby 2012
Prezidentské volby konané 4. března 2012 vyvolaly kontroverze u Putinových odpůrců. Vladimir Putin byl podle oficiálních výsledků zvolen téměř 64 procenty hlasů. Opozice však tento výsledek zpochybnila, hlasování podle ní bylo provázeno „nebývalým falšováním ve prospěch favorita, který si soupeře sám vybral a ostatní uchazeče ke klání nepřipustil“.

### Kritika během ukrajinské krize

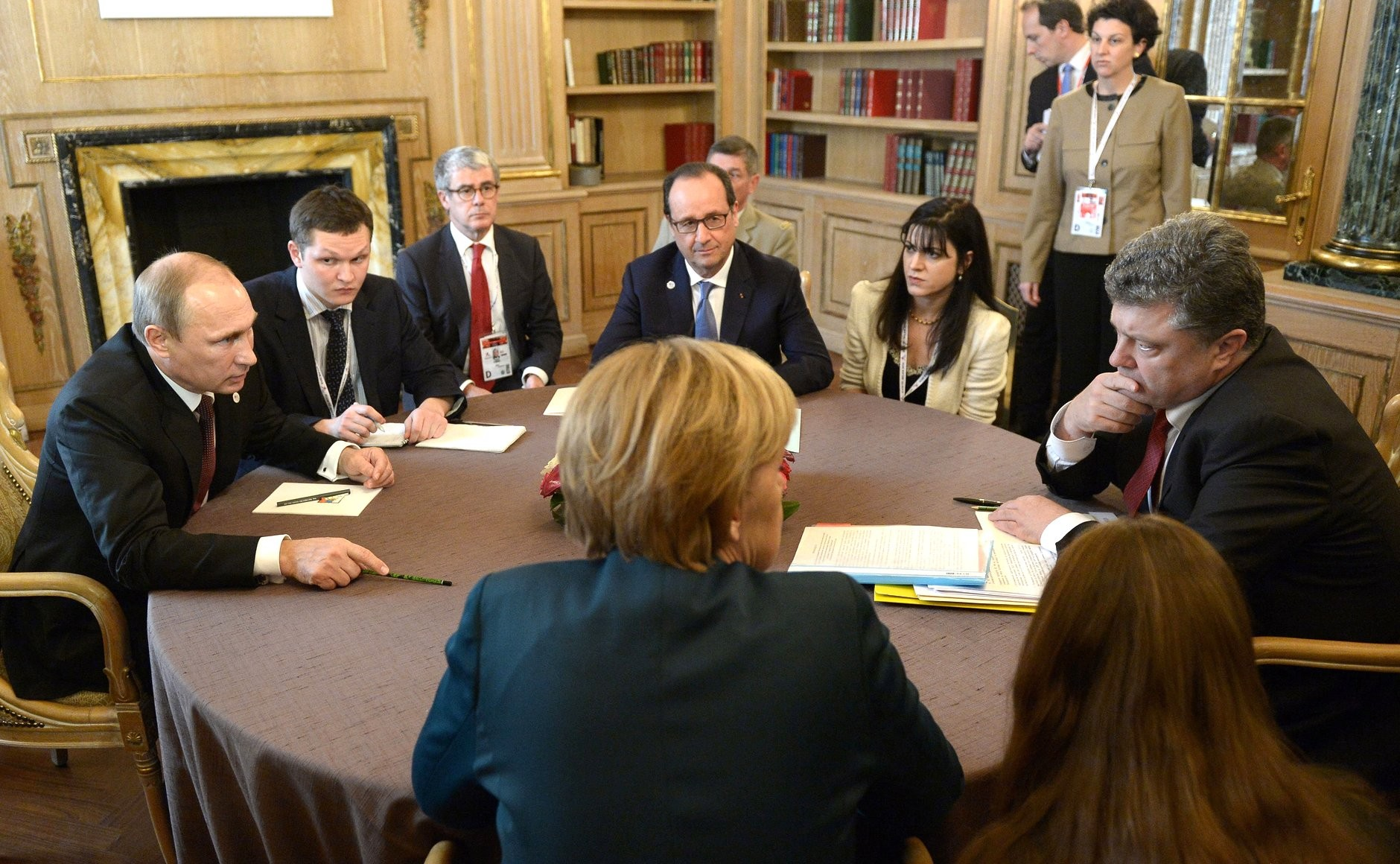
Setkání s prezidenty Porošenkem, Hollandem a kancléřkou Merkelovou, 17. října 2014

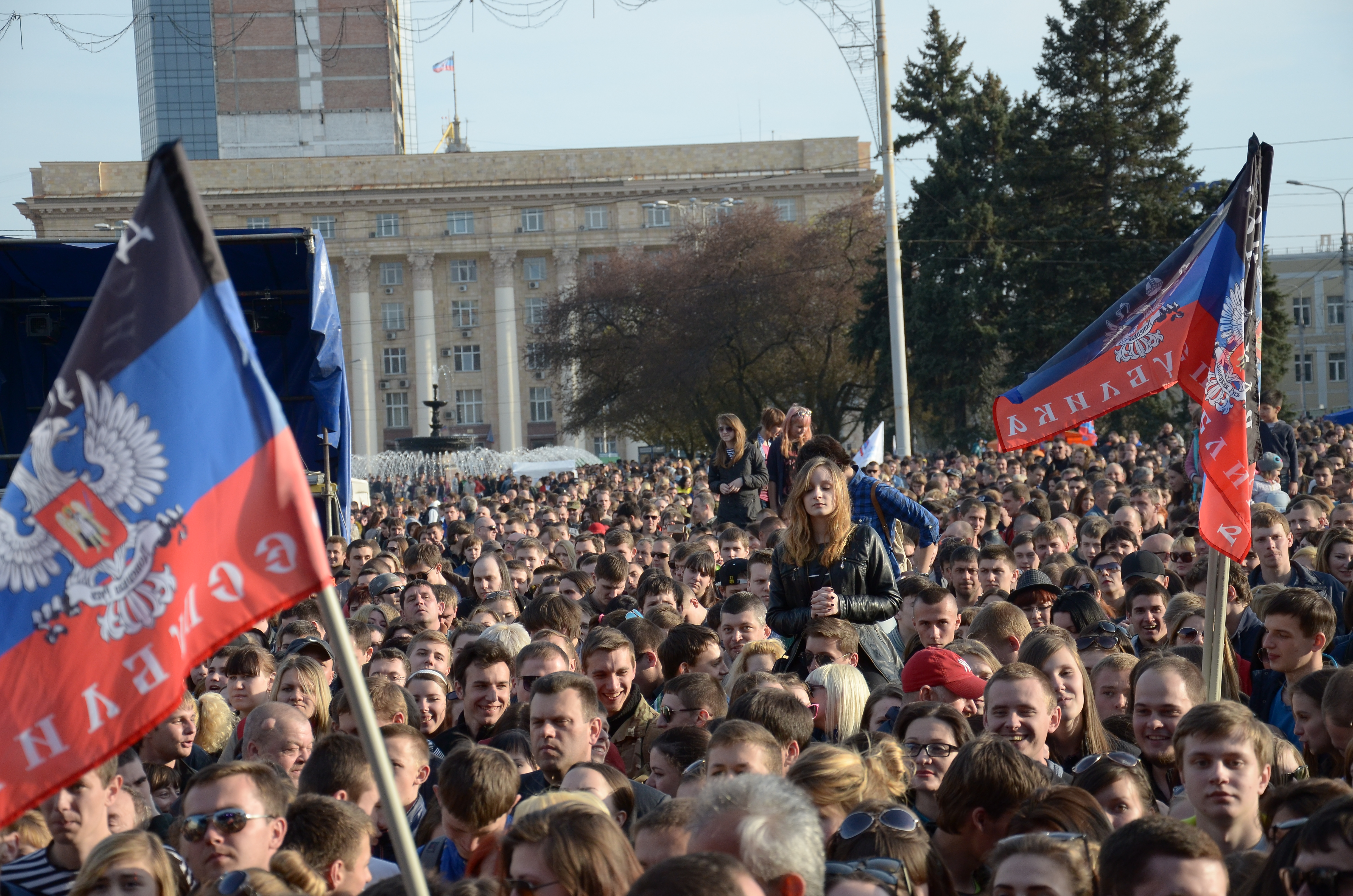
Putin byl kritizován za podporu proruské Doněcké republiky na východní Ukrajině

V souvislosti s ukrajinskou krizí a později ruskou vojenskou intervencí na Ukrajině začali fotbaloví fanoušci FK Metalist Charkov a FK Šachtar Doněck při pochodu Charkovem v březnu 2014 během společného zápasu veřejně prozpěvovat píseň Putin chujlo! s velmi negativním, urážlivým vyzněním. Popěvek se (i jako pouhé úsloví) záhy stal populárním u odpůrců Putina především na Ukrajině. Část veřejnosti postup Ruska v souvislosti s Ukrajinou přirovnávala k postupu nacistického Německa v českém pohraničí při anexi Sudet. Putina přirovnávala k Hitlerovi a přezdívala mu Putler. Postup Ruska na Ukrajině byl také přirovnáván k turecké okupaci Severního Kypru v roce 1974.
27. února 2015 byl v Moskvě zastřelen neznámým pachatelem Boris Němcov. Stalo se tak dva dny před plánovaným masovým opozičním protestem a 17 dní poté, co Němcov veřejně projevil obavu, že ho „Putin nechá zabít za jeho kritiku role Ruska v ukrajinském konfliktu“. Putin tuto vraždu prohlásil za cílenou provokaci, odsoudil ji a nařídil její důkladné vyšetření a objasnění. Spojitost mezi vraždou Němcova a Putinem nebyla prokázána.
Prezident Putin se po referendu o připojení Krymu k Rusku mnohokrát odvolával na kosovský precedens a na rozhodnutí Mezinárodního soudního dvora v Haagu z roku 2010, podle kterého nebylo jednostranné vyhlášení nezávislosti Kosova na Srbsku v únoru 2008 porušením mezinárodního práva. Referendum za samostatnost v Kosovu se konalo v roce 1991, 8 let před přítomností zahraničních vojsk, referendum na Krymu se konalo až po anexi Ruskou federací v roce 2014. Ruský opoziční politik a jeden z vůdců protivládních protestů v Rusku v letech 2012–2013 Vladimir Ryžkov vyslovil právnické pochybnosti o uznatelnosti tohoto aktu.
| „                                                                      | Podle ruské ústavy přitom musí použití ruských ozbrojených sil v zahraničí schválit Rada federace. V případě východní Ukrajiny se tak ovšem nestalo. Pokud tam ruská armáda přesto operuje, měl by někdo z tohoto porušení ústavy vyvodit osobní zodpovědnost. | “ |
| — Vladimir Alexandrovič Ryžkov, ParlamentniListy.cz, 9. listopadu 2014 | |   |

### Anexe Krymu Ruskou federací

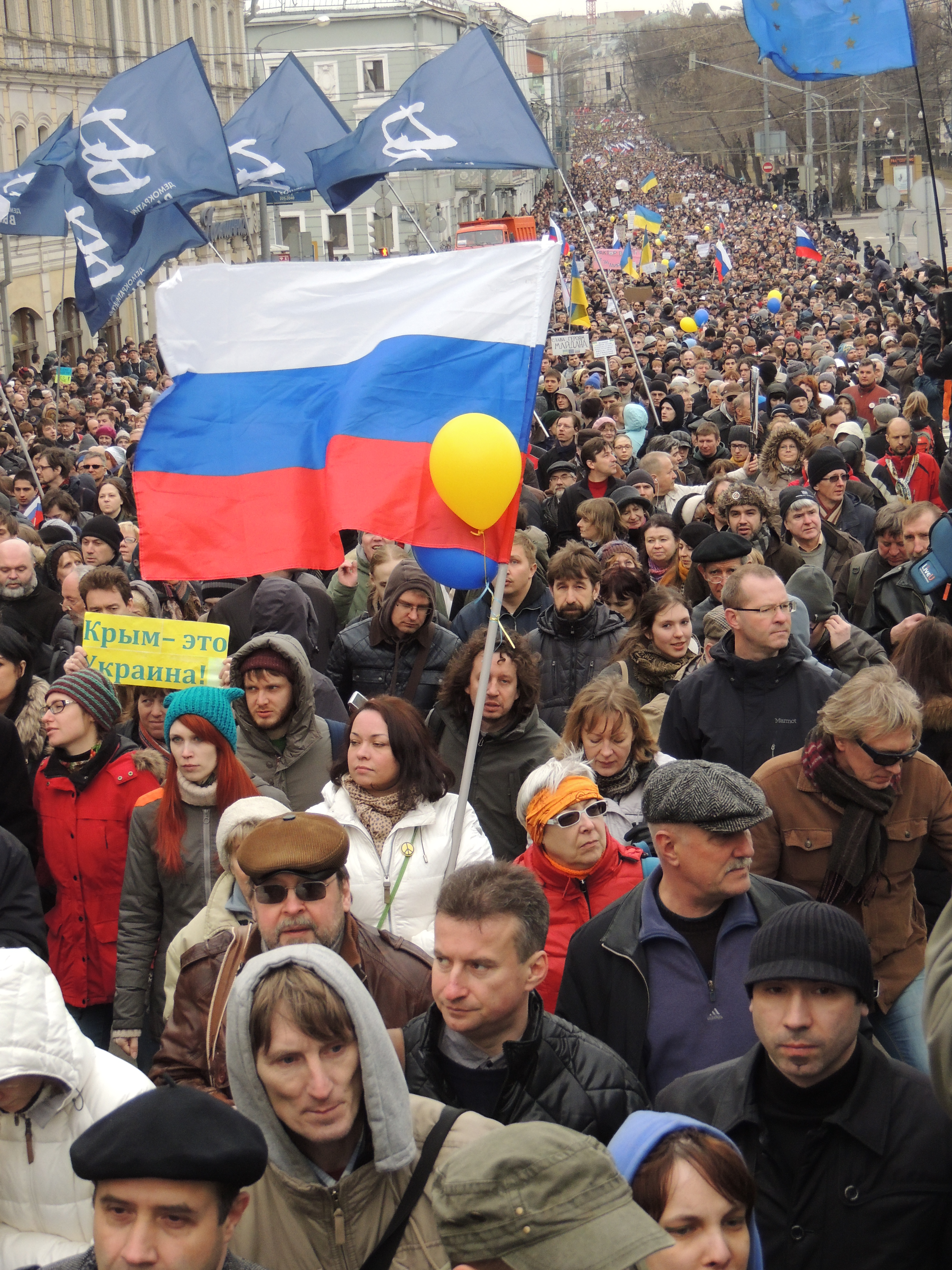
Demonstranti s vlajkami Ruska, Ukrajiny a EU protestují v Moskvě proti anexi Krymu, 15. března 2014

27. února 2014 se na Krymu mimo existující ruské vojenské základny objevili neoznačení vojáci s moderními zbraněmi a vybavením, některými západními médii označovaní jako „zelení mužíčci“. Ruská vláda nasazení svých sil zhruba tři týdny rezolutně popírala. Postupně se ale potvrdilo, že v případě neoznačených vojáků vybavených moderními ručními zbraněmi a neprůstřelnými vestami šlo o příslušníky ruských speciálních sil, kteří byli do oblasti posláni kvůli „ochraně místních Rusů“. Podle vlastního prohlášení, které uveřejnil o více než rok později, svolal prezident Ruské federace Vladimir Putin již v noci z 22. na 23. února 2014 schůzi, na které rozhodl, že se ruské bezpečnostní složky připraví co nejrychleji na „navrácení Krymu do Ruska“.
O úspěchu kontroverzní anexe Krymu Vladimir Putin vůbec nepochyboval. Vladimir Putin pronesl několik kontroverzních prohlášení v rámci anexe Krymu „V Krymu žádní ruští vojáci nebyli, jen jednotky místní domobrany. Uniformy si koupili v army shopu“, „Myslíte, že jde o naši pozici vůči Krymu nebo Ukrajině? Kdyby se to nestalo, našli by si jiný důvod“, „Dal jsem rozkazy ozbrojeným silám, aby připravily pohotovost pro jaderný arzenál“.

### Položení věnce u pomníku sovětských vojáků v Budapešti
Kontroverze v Maďarsku vyvolalo podle zpráv gesto ruského prezidenta Putina, když při své návštěvě Budapešti údajně položil věnec u pomníku sovětským vojákům, kteří přišli o život během potlačování protikomunistického povstání v roce 1956. Psal o tom maďarský portál politics.hu, podle kterého ale s Putinem na hřbitov směli jen ruští novináři. Jakékoliv záběry, které by dokumentovaly Putinovo zastavení u pomníku k roku 1956, nejsou k dispozici. Během útoku Rudé armády proti maďarskému povstání za uvolnění poměrů v říjnu 1956 zemřelo nejméně 2700 Maďarů a 669 sovětských vojáků, zraněno bylo přes 30 000 lidí.

### Změny v demokratickém směřování Ruska
Libor Dvořák, komentátor a překladatel z ruštiny, vyjádřil v roce 2015 názor, že v Rusku žádné reformy vidět nejsou, jen postupující autoritářství. Jefim Fištejn označil Vladimira Putina za odpovědného z příchodu samoděržaví a autoritářského vládnutí. Ruský historik Andrej Zubov, prohlásil: „V první řadě je důležité pochopit, že Rusko, na rozdíl od jiných postsovětských států, nikdy nepřekonalo svou komunistickou minulost; místo toho se komunismus vrátil ve formě autoritářského fašismu. Sovětský svaz se rozpadl, avšak komunismus, který s ním byl neoddělitelně spojen, přežil a změnil se ve fašismus.“ Grigorij Javlinskij, ruský politik a ekonom, řekl, že je Rusko autoritářským státem, nikoli demokracií. Veškerou politickou moc v Rusku držel a drží jak v době prezidentské funkce Dmitrije Medveděva tak i po ní Vladimir Putin, buď jako premiér nebo jako prezident. Podle Javlinského je Medveděv „jen nastrčenou loutkou plnící Putinovy rozkazy“.